# 阿爾巴里訥河

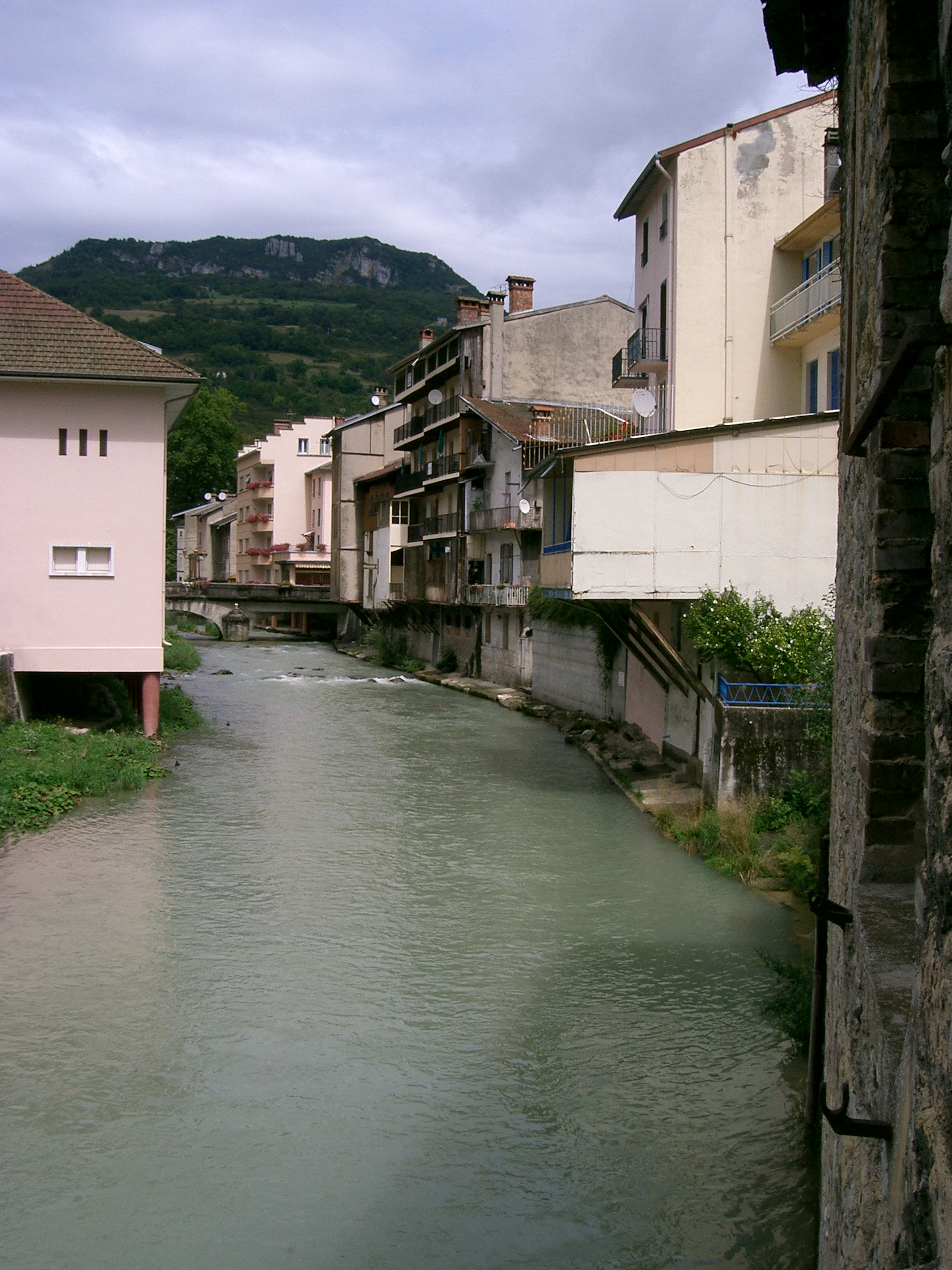

45°57′54″N 05°15′27″E / 45.96500°N 5.25750°E
阿爾巴里訥河（法語：Albarine，法語發音：[albaʁin] ⓘ）是法國的河流，位於該國東部，屬於安河的左支流，河道全長59公里，流域面積312平方公里，平均流量每秒6.91立方米，發源自布雷诺，河口處在沙蒂永拉帕吕。

## 外部連結
- http://www.geoportail.fr （页面存档备份，存于）
- The Albarine at the Sandre database （页面存档备份，存于）